# 辻本美博
辻󠄀本 美博（つじもと よしひろ、1988年2月14日- ）は、日本のクラリネット&サクソフォーン奏者。奈良県奈良市出身。血液型はB型。

## 来歴
中学校で吹奏楽部に入部しクラリネットを手に取る。中学3年生の頃にはソロ奏者としても活動を開始し、第6回管楽器ソロコンテスト奈良県大会 グランプリ、第7回菅打楽器ソロコンテスト関西大会 ヤマハ賞を受賞。高校の吹奏楽部では全日本吹奏楽コンクールで連続金賞を受賞を記録。さらに路上ライブで腕を磨き、高校3年生の時にソリストとして出場したYAMAHA菅カラフェスタ2006全国大会で、演奏グランプリとオーディエンス賞のW受賞を果たす。大学進学後にアルト・サクソフォーンと出会い、サックス奏者としても活動を開始。
2010年、エンタメジャズバンド・Calmeraに加入。2013年にワーナーミュージック・ジャパンよりメジャー・デビュー。ドラマ「ミナミの帝王ZERO」、キユーピーCM『野菜が、かがやく。』等の音楽を担当。
2014年、POLYPLUSのリーダーとしても活動を開始し、デビューアルバム『debut』は「JAZZ JAPAN AWARD 2018 アルバム・オブ・ザ・イヤー ニュー・スター部門」を受賞するほどの評価を獲得。フジテレビ系全国ネット、ドラマ『クロステイル〜探偵教室〜』関西テレビ・BSフジ連続ドラマ『コンビニ★ヒーローズ〜あなたのSOSいただきました!!〜』の音楽を担当。
クラリネットとアルト・サクソフォーンの二刀流で活躍の場を広げ、アーティストサポートや映画・ドラマ・CM楽曲にソロプレイヤーとしても多数参加。近年では、フジテレビ系ドラマ／映画『コンフィデンスマンJP』、映画『Dr.コトー診療所』、映画『四月は君の嘘』、アニメ『恋は雨上がりのように』、NHK土曜時代ドラマ『ぬけまいる』などの劇伴、NakamuraEmi、ポルカドットスティングレイ、THEイナズマ戦隊などの作品にも参加している。
2021年2月24日にはクラリネット奏者としてPlaywrightレーベルよりソロデビューアルバム『Vermilion』をリリース。発売前からタワーレコード、ディスクユニオンの予約チャートで第1位を獲得し、発売日以降各店舗やAmazonで売切するほどの大ヒットとなり、「iTunesジャズアルバムランキング」「タワーレコードジャズセールスランキング」「ディスクユニオン総合セールスチャート」「Amazon J-ジャズ売れ筋ランキング」で第1位を獲得。表題曲「Vermilion」は関西テレビ『舘山聖奈のシネマコンシェル』のテーマソングにも使用された。
2021年8月15日には、日本最高峰のジャズクラブ・ブルーノート東京からのオファーを受けクラリネットソロライブを開催。吉俣良もゲストピアニストとして参加した。
クラリネット奏者としてリリースした最新曲「Tailwind -帆風-」(テイルウィンド ほかぜ)は、サッポロビール『サッポロ SORACHI1984』のCM楽曲として書き下ろした楽曲で、リリース時にiTunesジャズソングランキング第1位を獲得した。

## 受賞および出演
- 第6回 管楽器ソロコンテスト奈良県大会 グランプリ受賞(2003)
- 第7回 管打楽器ソロコンテスト関西大会 ヤマハ賞受賞(2003)
- 第14回 奈良県高等学校管楽器独奏コンクール木管の部 グランプリ受賞(2003)
- YAMAHA 管カラフェスタ2006 全国大会 演奏グランプリ、オーディエンス賞受賞(2006)
- 管カラフェスタ2007 大阪大会 特別賞受賞(2007)
- 管カラフェスタファイナル全国大会 審査員賞、オーディエンス賞受賞(2008)
- NHK BS『みんなの吹奏楽スペシャルバンド2008』出演(2008)
- なら100 年会館大ホールにてクラリネットソロ演奏(2009)
- 奈良名勝大乗院文化館にてクラリネットソロ演奏(2010)
- 奈良県天理市からの委嘱を受け『天理市PR 大使』に就任(2014)
- 天理市文化ホールにてクラリネットソロリサイタルを開催(2015)
- クラリネット専門店トニック楽器 presents 辻本美博クラリネットソロリサイタル開催(2016)
- ビュッフェ・クランポン・ジャパン公認アドヴァイザーに就任(2016)
- Yoshihiro Tsujimoto Clarinet Solo Live at Motion Blue YOKOHAMA を開催(2016)
- クラリネット専門誌アルソ出版『The Clarinet』にて連載開始(2016)
- リーダーバンドPOLYPLUS のタワーレコード限定CD ”release” が発売日タワレコジャズランキング第1 位、総合ランキング第3 位に(2018)
- リーダーバンドPOLYPLUS のデビューアルバム “debut” がiTunes ジャズアルバムランキング第1 位に(2018)
- リーダーバンドPOLYPLUS のデビューアルバム ”debut” がJAZZ JAPAN AWARD 2018 アルバム・オブ・ザ・イヤー ニュー・スター部門を受賞

## ディスコグラフィー

### シングル
|     | 発売日        | タイトル                         | 規格品番        | 備考                                                                                |
| 1st | 2022年2月25日 | 蛍の光 (Sweet Swingin')          | PWDL1057        | - PWDL1058と同時発売                                                                |
| 1st | 2022年2月25日 | 蛍の光 (Sweet Clarinet Ensemble) | PWDL1058        | - PWDL1057と同時発売                                                                |
| 2nd | 2022年8月26日 | Tailwind -帆風-                  | PWDL1057 PWT114 | - CD(PWT114)はタワーレコード/ライブ会場限定販売 - iTunesジャズソングランキング第1位 |
| 3rd | 2023年2月15日 | Le temps du clarinet chocolat    | PWDL1104        |                                                                                     |

### アルバム
|     | 発売日        | タイトル  | 規格品番 | 収録曲                                                                                           | 備考 |
| 1st | 2021年2月24日 | Vermilion | PWT076   | 1. Wall Painter 2. A Musette for the Blondie 3. Vermilion 4. Romance 5. Csardas 6. night rainbow | - 2枚組。Disc2はDisc1の曲から クラリネット音源のみを抜いたマイナスワンCD - タワーレコード、ディスクユニオンの予約チャート第1位 - iTunesジャズアルバムランキング第1位 - タワーレコードジャズセールスランキング第1位 - ディスクユニオン総合セールスチャート第1位 - Amazon J-ジャズ売れ筋ランキング第1位 |

## 作品

### CM
- サッポロビール(株) サッポロ SORIACHI1984 CM楽曲『Tailwind -帆風-』(辻本美博)
- キユーピーCM『野菜が、かがやく。』(Calmera)

### ドラマ・TV番組
- 関西テレビ『ミナミの帝王ZERO』(Calmera)
- 東海テレビ・フジテレビ系『クロステイル 〜探偵教室〜』(POLYPLUS)
- 関西テレビ・BSフジ『コンビニ★ヒーローズ〜あなたのSOSいただきました!!〜』(POLYPLUS)
- 関西テレビ『舘山聖奈のシネマコンシェル』(辻本美博)

### 映画
- 『ロックンロール・ストリップ』(Calmera)

### 舞台
- 『上にいきたくないデパート』(Calmera)

## レコーディング参加

### 映画
- 『Dr.コトー診療所』
- 『四月は君の嘘』
- 『ドクター・デスの遺産―BLACK FILE―』
- 『マイ・ダディ』

### ドラマ
- フジテレビ系『コンフィデンスマンJP』
- カンテレ・フジテレビ系『恋なんて、本気でやってどうするの？』
- テレビ東京系『ドクター調査班〜医療事故の闇を暴け〜』
- Amazon Original『はぴまり〜Happy Marriage!?〜』
- Amazon Original『結婚するって、本当ですか』
- NHK『ぬけまいる～女三人伊勢参り～』
- NHK『この声をきみに』
- NHK『大江戸もののけ物語』
- NHK『宮崎のふたり』
- NHK『裕さんの女房』
- NHK『定年オヤジ改造計画』
- 読売テレビほか『LINEの答えあわせ～男と女の勘違い～』

### アニメ
- 『恋は雨上がりのように』
- 『ソマリと森の神様』

## その他の活動
- 奈良県天理市PR大使[8]
- Buffet Crampon Japan Official Adviser[9]
- 専門誌The Clarinet連載[10]
- CoFuFun FES. 主催者[11]
- 東京クラリネットフェスティバル主催者[12]